# Isaac Roberts
Isaac Roberts, valižanski inženir, poslovnež in ljubiteljski astronom, * 27. januar 1829, Groes, grofija Denbighshire, Wales, † 17. julij 1904, Crowborough, grofija, Sussex, Anglija.
Roberts je najbolj znan po pionirskem delu iz astrofotografije meglic.
1. 1 2  SNAC — 2010.
2. 1 2  data.bnf.fr: platforma za odprte podatke — 2011.